# Buffeventius
Buffeventius là một chi bọ cánh cứng trong họ 
Elateridae.
Chi này được Fleutiaux miêu tả khoa học năm 1925.

## Các loài
Các loài trong chi này gồm:
- Buffeventius lividus Fleutiaux, 1925
- Buffeventius somnambulus Wurst, Schimmel & Platia, 2001